# Harald Kidde
Harald Henrik Sager Kidde, född 14 augusti 1878 i Vejle, död 23 november  1918 i Köpenhamn, var en dansk författare. Han är mest känd för romanen Hjälten, som anses vara en av de viktigaste romanerna i den danska litteraturen. Kidde dog av spanska sjukan 1918, 40 år gammal. Han var bror till Aage Kidde.

## Föräldrar och utbildning
Harald Kidde föddes som son till amtsväginspektör i Vejle amt Chresten Henriksen Kidde (1818–1894) och Inger Dorothea Cornelius (1848–1931). Som barn läste han Jens Peter Jacobsen och tyska romantiska dikter, som påverkade honom starkt.
Kidde utexaminerades från Vejle Højere Almenskole 1898, tog examen philosophicum år 1899 och började studerade teologi i Köpenhamn, men han var påverkad av filosofen Søren Kierkegaard och kunde inte komma till rätta med vad han såg som danska kyrkans bortförklaringar av motsägelser i Bibeln.

## Debut
Snart dök hans namn upp som signatur på artiklar i olika tidningar, och han debuterade med en liten samling av atmosfäriska bilder och liknelser i slutet av sommaren 1900. Kritikern Edvard Brandes - redaktör för Politiken - kallade boken "en snygg debut." Den unge kritikern och poeten Christian Rimestad beundrade boken och blev en nära vän till Harald Kidde, men långt ifrån alla kritiker förstod honom, och många kallade hans poesi sjuklig, feminin och även perverterad.

## Romanen "Aage och Else"
Två år senare kom den första volymen av Aage och Else med titeln "Döden". Den andra delen med titeln "Livat" kom 1903. Handlingen bygger på Kiddes egna erfarenheter med många dödsfall under sin barndom. Tre syskon, hans bästa vän och hans far dog. För huvudrollsinnehavaren Tue kommer de många dödsfallen att bli en kamp i hans sinne mellan banden till dem som inte är där längre, och banden till hans ungdomskärlek Lull. Romanen är full av många starka minnen och vackra naturbeskrivningar.

## Filosofi och poesi i Harald Kiddes böcker
Harald Kiddes blandning av självrannsakelse och poesi fortsätter genom alla de kommande böckerna. Med två års mellanrum kom från den här tiden ett antal verk, som alla var stora och tunga i humör och tog upp stora frågor som liv och död, tillväxt och kärlek. Det var inte böcker som läses av det stora publiken, men det var böcker som inte glömdes bort av de som läste dem.
Filosofen och författaren Villy Sørensen skriver i Digtere  og Dæmoner om dem: Linjerna är lika viktiga fragment av stora tanka-dikte och hans böcker kan bäst betraktas som filosofiska avhandlingar, där de schematiska varelser är exempel och typer snarare än individer.
Hans personer var ensamma, känsliga och smärtsamma själar. Hans tankar var alla livets grundläggande problem. Han hade en mystisk och nästan extatisk känsla av liv och en idealistisk rättvisa, en stark känsla av ansvar och medkänsla för alla dem som drabbats.

## Äktenskap med Astrid Ehrencron-Kidde
Harald träffade under en resa till Schweiz år 1904 sin blivande hustru, författaren Astrid Ehrencron-Müller (1871–1960). Hon debuterade med samlingen "Äventyr" år 1901 och blev senare författare till ett 60-tal böcker, medan Kidde inte skrev mer än tio.

## Romanen "Hjälten"
År 1912 kom Kiddes mest kända bok Hjälten. Den var som alla hans tidigare böcker utan framgång i början, där det såldes i endast 190 exemplar det första året, men sedan växte bokens publik sakta. Idag är den återutgiven flera gånger och bland annat publicerad på tyska och franska.
Författaren Tom Kristensen skrev om boken:
Det är en av mästerverkarna i nittonhundratalet danska litteratur. Den borde ha givet honom världsberömmelse, men jordiska framgång var så lite givit till honom som det var tilldelats hans hjälte, skolläraren Clemens Bek.

## Romanen "Järnet"
Efter att Hjälten givits ut hörde ingen något från Harald Kidde under sex år medan han satt i en liten stuga i Värmland tillsammans med sin hustru och skrev på ett gigantiskt arbete om industrialismen och människors villkor i den moderna världen. Han hade planerat fyra volymer: Järnet, Guldet, Elden och Ordet, men han dog några dagar efter att den första boken i serien utgivits. Harald Kidde är begravd på Bispebjerg kyrkogård.

## Böcker om Harald Kidde
- Astrid Ehrencron-Kidde, Hvem Kalder? 1960.
- Jens Marinus Jensen, Harald Kidde, Artikler og Breve.
- Jens Marinus Jensen, Harald Kidde, bidrag til en Biografi.
- Niels Jeppesen, Harald Kidde og hans Digtning.
- Iver Kjær og andre, Danske Studier 1992.
- Niels Kofoed, Den Nostalgiske Dimension. En Værkgennemgang af Harald Kiddes Roman 'Helten'.
- Laurits Nielsen, Katalog over Danske og Norske Digteres Originalmanuskripter i Det Kongelige Bibliotek.
- Villy Sørensen, Digtere og Dæmoner. Fortolkninger og Vurderinger.
- Otto Asmus Thomsen, Harald Kidde, Den vidt Berejste Hjemmeføding.
- Cai M. Woel, Harald Kidde - biografisk Fortegnelse.